# Sambiyan (Konang)
Sambiyan is een bestuurslaag in het regentschap Bangkalan van de provincie Oost-Java, Indonesië. Sambiyan telt 2909 inwoners (volkstelling 2010).